# Тихи Поток
Тихи Поток (слч. Tichý Potok) насељено је мјесто са административним статусом сеоске општине (слч. obec) у округу Сабинов, у Прешовском крају, Словачка Република.

## Становништво
| Година:    | 1994. | 2004.   | 2014.    | 2024.   |
| ---------- | ----- | ------- | -------- | ------- |
| Број људи: | 419   | 397     | 339      | 331     |
| Разлика:   |       | -5,25 % | -14,60 % | -2,35 % |

| Година:    | 2023. | 2024.   |
| ---------- | ----- | ------- |
| Број људи: | 327   | 331     |
| Разлика:   |       | +1,22 % |

Према подацима о броју становника из 2011. године насеље је имало 342 становника.